# Primera División de hockey sobre patines 2015-16
La Primera División 2015-2016 fue la 47.ª edición del torneo de segundo nivel del campeonato español de hockey sobre patines. Fue organizado por la  Real Federación Española de Patinaje. La competición se inició el 17 de octubre de 2015 y concluyó el 21 de mayo de 2016.
Esta categoría estuvo compuesta por un solo grupo con 14 equipos enfrentándose en formato de liga a doble vuelta, ascendiendo los tres primeros clasificados a la OK Liga (primer nivel del campeonato) y descendiendo los tres últimos a las Ligas Autonómicas (tercer nivel del campeonato).

## Equipos participantes
| Club | Localidad | Pabellón | Temporada anterior |
| ---- | --------- | -------- | ------------------ |

Notas:

## Clasificación final
|  | Pos. | Equipo                       | Pt | J  | G  | E | P  | GF  | GC  |
|  | 1.   | FC Barcelona B               | 56 | 26 | 18 | 2 | 6  | 132 | 80  |
|  | 2.   | CP Manlleu                   | 51 | 26 | 16 | 3 | 7  | 105 | 73  |
|  | 3.   | Girona CH                    | 51 | 26 | 15 | 6 | 5  | 98  | 70  |
|  | 4.   | CP Alcobendas                | 50 | 26 | 16 | 2 | 8  | 99  | 82  |
|  | 5.   | PHC Sant Cugat               | 49 | 26 | 15 | 4 | 7  | 94  | 67  |
|  | 6.   | CHP Sant Feliu de Codines    | 48 | 26 | 15 | 3 | 8  | 106 | 89  |
|  | 7.   | CE Arenys de Munt            | 36 | 26 | 10 | 6 | 10 | 105 | 108 |
|  | 8.   | CP Tordera                   | 36 | 26 | 10 | 6 | 10 | 90  | 89  |
|  | 9.   | CH Palafrugell               | 35 | 26 | 10 | 5 | 11 | 102 | 107 |
|  | 10.  | CH Mataró                    | 34 | 26 | 11 | 1 | 14 | 93  | 96  |
|  | 11.  | CP Vilanova                  | 29 | 26 | 9  | 2 | 15 | 83  | 104 |
|  | 12.  | CP Rivas Las Lagunas         | 20 | 26 | 5  | 5 | 16 | 79  | 106 |
|  | 13.  | CP Mieres                    | 16 | 26 | 4  | 4 | 18 | 86  | 123 |
|  | 14.  | Hockey Santa María del Pilar | 10 | 26 | 3  | 1 | 22 | 72  | 150 |

Leyenda:
      Asciende a OK Liga 2016/17.
      Desciende a 
Ligas Autonómicas 2016/17.
Notas:
Tres puntos por victoria, uno por empate, cero por derrota.

## Ascensos y descensos
| Variación                                 | Equipos                                                          |
| ----------------------------------------- | ---------------------------------------------------------------- |
| Ascienden a OK Liga 2017/18               | Club Hoquei Palafrugell Asturhockey Club Patín CE Arenys de Munt |
| Descienden a Ligas Autonómicas 2017/18    | Fútbol Club Barcelona B GEIEG CPP Raspeig                        |
| Ascienden desde Ligas Autonómicas 2016/17 | Club Patí Taradell CP Rivas Las Lagunas Real Club Jolaseta       |
| Descienden desde OK Liga 2016/17          | Club Patín Alcobendas Club Patí Vilafranca Club Patí Manlleu     |